# Trận Laon (1814)
Trận Laon là một trận đánh lớn trong chiến dịch Đông bắc Pháp (1814) thời chiến tranh Liên minh thứ sáu – cuộc chiến áp chót trong những cuộc chiến tranh của Napoléon. Trận đánh diễn ra từ ngày 9 đến ngày 10 tháng 3 năm 1814 giữa một lực lượng Pháp gồm khoảng 3,7–5 vạn người do hoàng đế Napoléon I chỉ huy với 9 vạn quân của tập đoàn quân Schlesien (Liên minh Nga-Phổ) do thống chế Phổ Gebhard von Blücher chỉ huy. Trong cuộc chiến đấu này, liên quân Nga-Phổ đã bẻ gãy các mũi tấn công của quân Pháp vào vùng phụ cận Laon và buộc Napoléon phải thu quân về Soissons. Tuy nhiên, sự chần chừ và bất đồng giữa các tướng Liên minh sau chiến thắng Laon đã làm họ mất cơ hội truy kích, tiêu diệt Napoléon và cuộc chiến kéo dài thêm vài tuần nữa.

## Bối cảnh
Tháng 1 năm 1814, quân đội Liên minh thứ sáu (Áo-Nga-Phổ-Đức) tiến công nước Pháp. Lợi dụng sự phối hợp tồi tệ giữa tập đoàn quân Böhmen (Áo) với tập đoàn quân Schlesien (Nga-Phổ), hoàng đế Pháp Napoléon I chủ động tấn công tập đoàn quân Schlesien (tư lệnh: thống chế Phổ Gebhard von Blücher) hòng ép Phổ phải ký hòa ước riêng với Pháp. Quân Pháp đã đánh bại liên quân Phổ-Nga trong chiến dịch Sáu ngày (10 – 14 tháng 2 năm 1814), và sau đó Napoléon chuyển trọng tâm tấn công quân Áo vì ông ta tin rằng "tập đoàn quân Schlesien đã bị tận diệt".
Trên thực tế, chỉ 2 ngày sau khi chiến dịch Sáu ngày kết thúc, Blücher đã tổ chức lại lực lượng và tiếp tục hành quân dọc theo sông Marne với quyết tâm chiếm cho kỳ được Paris. Ở ngoại vi thủ đô, người Pháp chỉ có 1 vạn quân do các thống chế Édouard Mortier và Auguste Marmont chỉ huy; số quân này không thể địch nổi lực lượng đông hơn của Phổ-Nga. Do vậy, sau khi đánh bại người Áo trong trận Montereau (18 tháng 2), Napoléon quyết định đem 3-5 vạn quân lên hướng tây đặng truy diệt quân Blücher trên sông Marne. Nhận được tin này, Blücher hạ lệnh rút qua sông Aisne và lui về Soissons vào ngày 4 tháng 3. Tại đây Blücher được tiếp viện thêm một quân đoàn Phổ do tướng Friedrich von Bülow chỉ huy, nâng quân số tập đoàn quân Schliesen lên gần 10 vạn người.

### Chuẩn bị chiến đấu
Ngày 7 tháng 3 năm 1814, Napoléon tấn công quân tiền vệ Nga của Blücher tại Chemin des Dames. Quân Pháp thắng thế; Blücher hạ lệnh rút toàn bộ binh lực về tập kết gần thị trấn Laon. Do sức khỏe không tốt, Blücher quyết định phòng ngự bị động. Laon tọa lạc trên một ngọn đồi dốc có sông Ardon chảy qua và được bao quanh bằng những bức tường thành kiên cố. Phía bắc thành phố có vùng đồng trống, nhưng ở phía nam có nhiều rừng rậm gây nhiều khó khăn cho bất kỳ một đội quân nào muốn tấn công vào Laon. Chính ở hướng này, Blücher đã đặt lực lượng trung tâm của Bülow tại các làng Semilly và Ardon. Đồng thời, viên thống chế triển khai pháo binh chốt giữ các con đường từ Reims và Soissons. Blücher bố trí quân cánh phải của tướng Nga Ferdinand von Wintzingerode trấn thủ hướng tây Laon; quân cánh trái của các tướng Phổ Friedrich von Kleist và Yorck von Wartenburg trấn thủ mạn đông thành phố. Các đơn vị của Nga của hai tướng Louis Langeron và Fabian von der Osten-Sacken đứng chân làm dự bị ở hậu tuyến. Tổng cộng liên minh Phổ-Nga có 9 vạn quân.
Blücher tin rằng quân số Pháp ngang ngửa với quân số của ông ta, nhưng trên thực tế Napoléon chỉ có từ 3,7 vạn đến 4,8 vạn quân. Sau chiến thắng Craonne, Napoléon tin rằng quân Liên minh đã "cao chạy xa bay" và những gì ở Laon chỉ là lực lượng chặn hậu của Nga-Phổ. Do đó, buổi sáng ngày 8 tháng 3 Napoléon sai đội Cận vệ Đế chế tiến theo hướng tây-bắc đánh Laon. Trên đường di chuyển, quân đội Pháp đã đánh bật các đội tuần tiễu Nga về hướng Laon. Tuy nhiên, quân Pháp gặp sự kháng cự mạnh của một số trung đoàn Nga ở Etouvelles, và phải đến đêm ngày 8 tháng 3, các đơn vị Cận vệ Pháp mới đẩy được quân Nga về Semilly. Quân Pháp đã áp sát Laon vào rạng sáng ngày 9 tháng 3.

## Diễn biến
2h sáng ngày 9 tháng 3, Napoléon huy động quân chủ lực (gồm các quân đoàn của Michel Ney và Claude Victor-Perrin) tấn công trực diện vào phòng tuyến Nga-Phổ, đồng thời lệnh cho Marmont đem 9 nghìn quân từ Reims đánh ập vào sườn trái địch. Dưới thời tiết mùa đông khắc nghiệt, quân đoàn Ney đã đánh chiếm vùng ngoại ô Semilly, trong khi 1 sư đoàn của Victor-Perrin đánh lui quân Phổ khỏi Ardon. Sau đó, quân Pháp tiến tới uy hiếp Laon nhưng bị chặn lại trước các đòn phản kích của quân Phổ do Bülow chỉ huy. Quân Pháp phải lui vào Ardon và Semilly, nhưng quân Liên minh không phát triển tấn công vào các khu vực này. Blücher ban đầu hoàn toàn bị động, nhưng đến khi sương mù tan, viên thống chế đã quan sát toàn cảnh trận địa và sai Bülow phản công vào các vùng phụ cận. Sau nhiều trận giao chiến đẫm máu, quân Phổ chiếm lại được Semilly và Ardon vào buổi trưa, nhưng sau đó quân Pháp của Victor-Perrin phản kích đánh bật địch khỏi Ardon. Quân Pháp cũng phản kích vào Semilly nhưng bị quân Phổ đánh bại. Theo sử gia F. Lorraine Petre, Blücher đã có thể giành thắng lợi lớn nếu ông ta tung quân dự bị chi viện cho Bülow và tổng phản công vào đội quân chủ lực của Napoléon; nhưng vì thấy lực lượng Pháp tấn công Laon có quân số khá nhỏ, Blücher kết luận rằng đây chỉ là nghi binh, và mũi tấn công của Marmont từ Reims mới là mũi chủ công của Pháp. Sau đó, Blücher đưa một lượng lớn binh lực sang tăng cường cánh trái, khiến quân trung tâm của Bülow không đủ sức lấy lại Ardon..
Nhận thấy quân cánh phải địch suy yếu, vào 16h30 Napoléon sai tướng Charpentier 13500 bộ binh và 3500 kỵ binh đánh vào cánh này từ hướng bắc và đông. Quân Pháp chiếm được Clacy lúc 18h30, nhưng lực lượng pháo binh hùng hậu của Nga đã chặn đứng mọi đợt tấn công tiếp theo của địch. Cùng lúc đó, quân Pháp của Ney mở một cuộc tấn công mới vào Semilly nhưng lại bị Bülow đập tan. Quân Phổ cũng tấn công Ardon và cuối cùng đã giành lại làng này. Đến 19h, Napoléon quyết định ngưng tấn công cho tới sáng hôm sau. Kết thúc ngày đầu của trận đánh, cánh quân của ông ta chỉ chiếm được mỗi Lacy và không thể đột phá vào Laon, đồng thời cũng không nhận được tin tức gì từ cánh quân phía tây của Marmont.
Từ sáng ngày 9 tháng 3, thống chế Marmont đã hành quân từ Berry-au-Bac về mạn tây, và đến chiều ông ta bắt gặp quân Phổ tại làng Athies phía nam Laon. Quân Pháp đã chiếm được Athies, nhưng không thể phát triển tấn công về Laon. Marmont cũng không bắt liên lạc được với Napoléon do tất cả các sứ giả Napoléon phái đi gặp Marmont đều bị quân khinh kỵ Nga bắt sống. Đến đêm, Marmont ngưng tấn công và lui về nghỉ trong một dinh thự ở Athies. Lính của ông ta đa phần là tân binh thiếu kinh nghiệm và kỹ năng bảo vệ doanh trại, nên phòng bị rất lỏng lẻo. Chớp lấy thời cơ này, Blücher huy động quân đoàn Phổ của tướng Yorck đột kích vào Athies. Yorck sai vương tử Wilhelm đem 6 tiểu đoàn độc lập và 2 lữ đoàn bộ binh đánh thốc vào chính diện địch. Yorck cũng căn dặn bộ binh chỉ xông lên đánh quân Pháp bằng lưỡi lê chứ không khai hỏa. Quân Phổ nhanh chóng chọc thủng trận tuyến quân Pháp. Marmont cố sức chấn chỉnh đội ngũ, nhưng chưa hoàn thành thì kỵ binh Phổ của tướng Hans von Zieten đã giáng mạnh vào sườn phải quân Pháp. Cánh quân của Marmont tan vỡ và bỏ chạy trối chết về Festieux (gần Rheims), để lại hơn 3 nghìn tù binh, 40 cỗ đại bác cùng 100 xe chở đạn trong tay quân Phổ.
Đầu ngày 10 tháng 3, quân Pháp bẻ gãy nhiều đợt phản kích của quân Nga từ Laon. Sau đó, Ney triển khai tấn công Semilly nhưng lại bị Bulow giáng cho thiệt hại nặng nề. Thất bại hoàn toàn của quân Pháp trong các đợt tấn công vào Laon, cùng với tin tức về thảm họa tại Athies, đã buộc Napoléon đình chỉ tấn công Laon và rút toàn bộ binh lực về Soissons trong đêm ngày 10 tháng 3.

## Kết cục
Trận Laon là thất bại lớn đầu tiên của Napoléon trong cuộc chiến tại miền đông bắc Pháp năm 1814. Liên quân Phổ-Nga chịu thiệt hại 4 nghìn người, nhưng đã gây cho phía Pháp tổn thất đến 6,5 nghìn quân. Chênh lệch thương vong như vậy là hết sức bất lợi cho Pháp vì nhân lực, tài lực của họ lép vế hơn nhiều so với liên minh Nga-Áo-Phổ-Đức. Sau chiến thắng Laon, Blücher dự định truy kích tiêu diệt quân Pháp, nhưng kế hoạch này chưa kịp được thực thi thì ông ta bị sốt trầm trọng và phải tạm giao quyền chỉ huy cho tham tán quân vụ August von Gneisenau. Gneisenau đã gặp nhiều bất hòa với các tướng khác của liên minh như Kleist, Yorck (Phổ) hay Langeron (Nga) trong việc cơ cấu tổ chức lực lượng. Những mâu thuẫn này, cùng với sự thiếu quyết đoán của Gneisenau trong việc các bước đi tiếp theo sau trận Laon, đã làm cho tập đoàn quân Schlesien bị thụ động trong suốt thời gian Blücher vắng bóng. Đây lại là cơ hội cho Napoléon phần nào chấn chỉnh lực lượng và tiếp tục chống nhau với liên minh cho tới khi Paris thất thủ ngày 31 tháng 3 năm 1814.